# René Worms
René Worms (Rennes, 8 dicembre 1869 – Parigi, 12 febbraio 1926) è stato un sociologo francese, fondatore della Société de Sociologie di Parigi, della Société Internationale de Sociologie e della Revue Internationale de Sociologie.
Ha esercitato anche le funzioni di Consigliere di Stato.

## Biografia
René Worms, figlio di Émile Worms, professore di economia politica, fece brillanti e precoci studi presso il Liceo Charlemagne, e poi alla École normale supérieure di Parigi, che lo condussero alla Agrégation all'età di venti anni, e poi a diventare docteur ès lettres e docteur ès sciences. Supera anche il concorso per l'Agrégation in scienze economiche. 
Ma il suo compito principale fu la promozione della sociologia. Egli fu tra coloro che cercarono di strutturarla e di costituirla in scienza autonoma, e non più soltanto come una parte della filosofia positiva.
A questo fine René Worms fonda nel gennaio 1893 la Revue Internationale de Sociologie, il cui programma precisava che il suo obiettivo era quello di contribuire alla conoscenza più scientifica possibile dei fatti sociali. La sociologia doveva essere una scienza su cui fosse possibile fare affidamento per la riforma della società, così come la medicina si serve dell'anatomia. La metafora medica ricorre spesso sotto la penna di Worms che, al seguito di Alfred Espinas e Gustave Le Bon, condivide una concezione organicista della società. Egli sostiene che l'organicismo fosse nel suo tempo la più sociologica delle visioni. Sviluppa le sue idee soprattutto in Organisme et société (1896). 
Il successo riscosso dalla Revue Internationale de Sociologie lo convince a fondare l'anno seguente l'Institut International de sociologie e anche una collana di sociologia (la Bibliothèque internationale de sociologie). Infine, nel 1895, Worms fonda la Société de sociologie di Parigi.
L'eclettico gruppo di ricercatori raccolto attorno a René Worms divenne tuttavia progressivamente marginale nel campo della sociologia scientifica, che in quel tempo si costituisce soprattutto attorno a due grandi scuole: quella degli eredi di Frédéric Le Play e soprattutto quella di Émile Durkheim il cui rigetto delle imprese di Worms contribuì ulteriormente ad emarginarlo. Perdipiù, l'organicismo difeso da Worms era stato abbandonato fin dal 1897 dalla comunità scientifica che ne aveva conclamato le difficoltà teoriche, che furono messe in evidenza da François Simiand all'epoca dell'apparizione di Organisme et société. Oggi si ritiene che sebbene le sue attività organizzative abbiamo verosimilmente contribuito alla costituzione della sociologia in quanto disciplina autonoma, l'apporto teorico di René Worms alla costituzione della sociologia moderna possa essere considerato trascurabile. 
Alla sua morte, nel 1926, il durkheimiano Gustave Richard assume la direzione della Revue Internationale de Sociologie, che cessa le pubblicazioni alla vigilia della Seconda Guerra mondiale.

### Volumi
- Terry Clark, Prophets and Patrons. The French University and the Emergence of the Social Sciences, Cambridge, Harvard University Press, 1973.
- Victor Karady, Stratification intellectuelle, rapports sociaux et institutionnalisation: enquête socio-historique sur la naissance de la discipline sociologique en France, A.T.P. du CNRS nº6348, Rapport scientifique, Centre de sociologie européenne, novembre 1974.
- Laurent Muchielli, La découverte du social. Naissance de la sociologie en France (1870–1914), Paris, La Découverte, 1998.

### Articoli
- Terry Nichols Clark, Marginality, Ecclecticism and Innovation: René Worms and the Revue internationale de sociologie from 1893 to 1914, in "Revue internationale de sociologie", III, 1967, pp. 12–27;
- Terry Nichols Clark, René Worms, pp. 755–756, in Borlandi M. et alii (dir.), Dictionnaire de la pensée sociologique, PUF, 2005;
- Sébastien Mosbah-Natanson, Internationalisme et tradition nationale: le cas de la constitution de la sociologie française autour de 1900, in "Revue d'Histoire des Sciences Humaines", nº18, 2008;
- Sébastien Mosbah-Natanson, Histoire de la sociologie et tradition nationale: le cas français entre 1880 et 1930 , comunicazione al colloquio "Traditions nationales en sciences sociales", Amsterdam, 2005, pubblicato al sito projet ESSE;
- Roger L. Geiger, René Worms, l'organicisme et l'organisation de la sociologie, in "Revue française de sociologie", vol. 22, nº 3, 1981.